# Orange (logiciel)
Pour les articles homonymes, voir Orange.
Orange est un logiciel libre d'exploration de données (data mining). Il propose des fonctionnalités de modélisation à travers une interface visuelle, une grande variété de modalités de visualisation et des affichages variés dynamiques.
Développé en Python, il existe des versions Windows, Mac et Linux.